# Lanouaille
 Lanouaille  (en occitano La Noalha) es una población y comuna francesa, situada en la región de Aquitania, departamento de Dordoña, en el distrito de Nontron. Es el chef-lieu del cantón de Lanouaille, aunque Payzac la supera en población.

## Demografía
| 1085 | 1025 | 1026 | 1006 | 976 | 966 |
| Para los censos de 1962 a 1999 la población legal corresponde a la población sin duplicidades (Fuente: INSEE [Consultar]) |      |      |      |     |     |